# André Samuel Dreiding
André Samuel Dreiding (* 22. Juni 1919 in Zürich; † 24. Dezember 2013 in Herrliberg) war ein Schweizer Chemiker.
Dreiding promovierte 1947 an der University of Michigan, Ann Arbor bei Werner Emmanuel Bachmann. Er war von 1969 bis 1987 Professor für organische Chemie an der Universität Zürich. Sein Arbeitsgebiet war die Naturstoffchemie. Er leistete wesentliche Beiträge zur Strukturaufklärung und zur Synthese von Betalain-Farbstoffen.
Im 20. Jahrhundert waren die Dreiding-Stereomodelle (Molekülmodelle) weit verbreitet und wurden in Forschung und Lehre für die Veranschaulichung stereochemischer Analysen oder reaktionsmechanistischer Überlegungen benutzt.